# Rosario Gagliardi
Rosario Gagliardi (Siracusa, 1690? – Noto, 1762?) è stato un architetto italiano, tra i principali esponenti del Barocco siciliano.

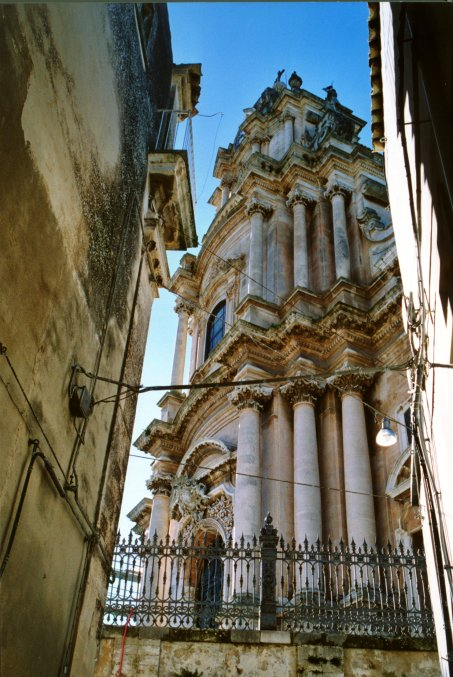
Il duomo di San Giorgio a Ragusa.

Formatosi nel cantiere ancor prima come scalpellino e capomastro, fu creatore e protagonista indiscusso della scenografica ricostruzione barocca di Noto in seguito al terremoto del 1693, che rase al suolo l'antica città sul monte Alveria.
In tale contesto risulta attivo anche a Modica (controversa attribuzione di San Giorgio e San Martino) e a Ragusa Ibla (San Giorgio).

## Biografia
Con Giovanni Battista Vaccarini, palermitano che lavorò molto a Catania, e Giovanni Vermexio è uno dei principali fautori della ricostruzione del Val di Noto. Dagli ultimi studi in materia è indicato come il più originale degli architetti del Barocco siciliano. Sono provati forti collegamenti relativi alla sua formazione con il Barocco romano di Francesco Borromini e con esponenti del Barocco in Austria.

In letteratura si parla di una: 
L'esempio più chiaro è probabilmente la facciata a tre ordini di San Giorgio a Ragusa Ibla.

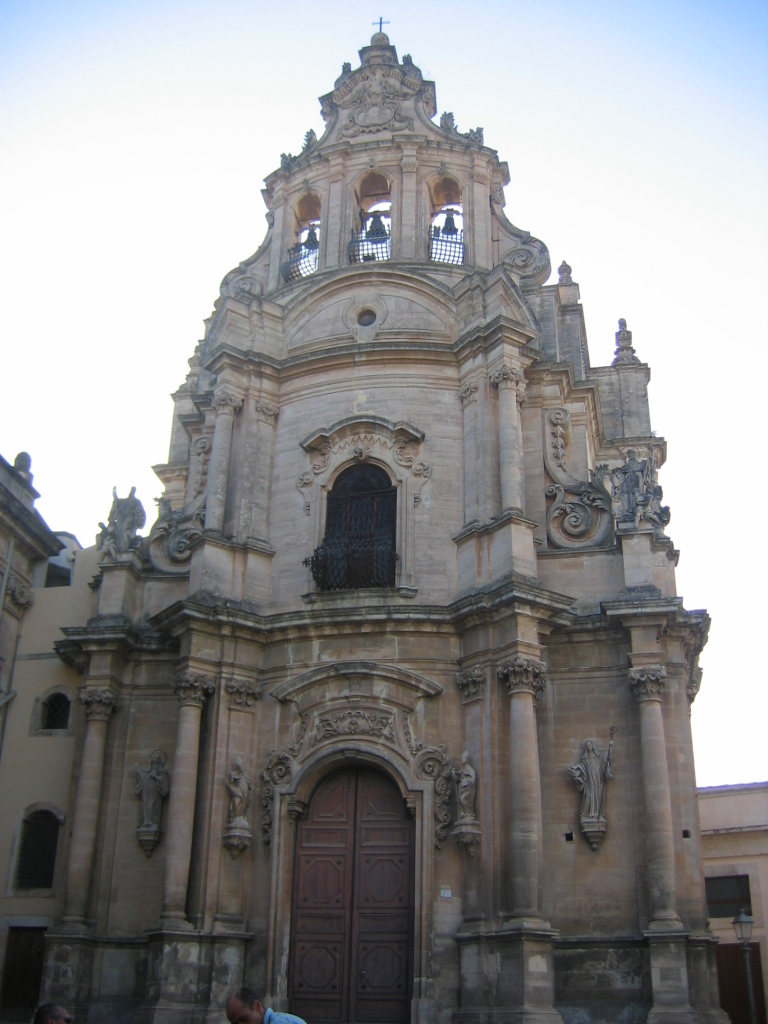
La chiesa di San Giuseppe a Ragusa.

Fu autore di un trattatello di architettura in cui fa riferimento ai canoni architettonici classici e rinascimentali, sebbene non vi siano documenti di una sua permanenza a Roma. In genere è documentata comunque la connessione con le scuole architettoniche coeve. In questo contesto le fonti relative al Gagliardi contribuiscono a comprendere la circolazione delle idee e dei princìpi dell'architettura del Settecento in tutta Europa. Un aspetto che ha dimensioni mondiali se si pensa che alcuni elementi del Barocco raggiungano perfino la California attraverso l'edificazione delle missioni spagnole del tempo lungo El Camino Real.

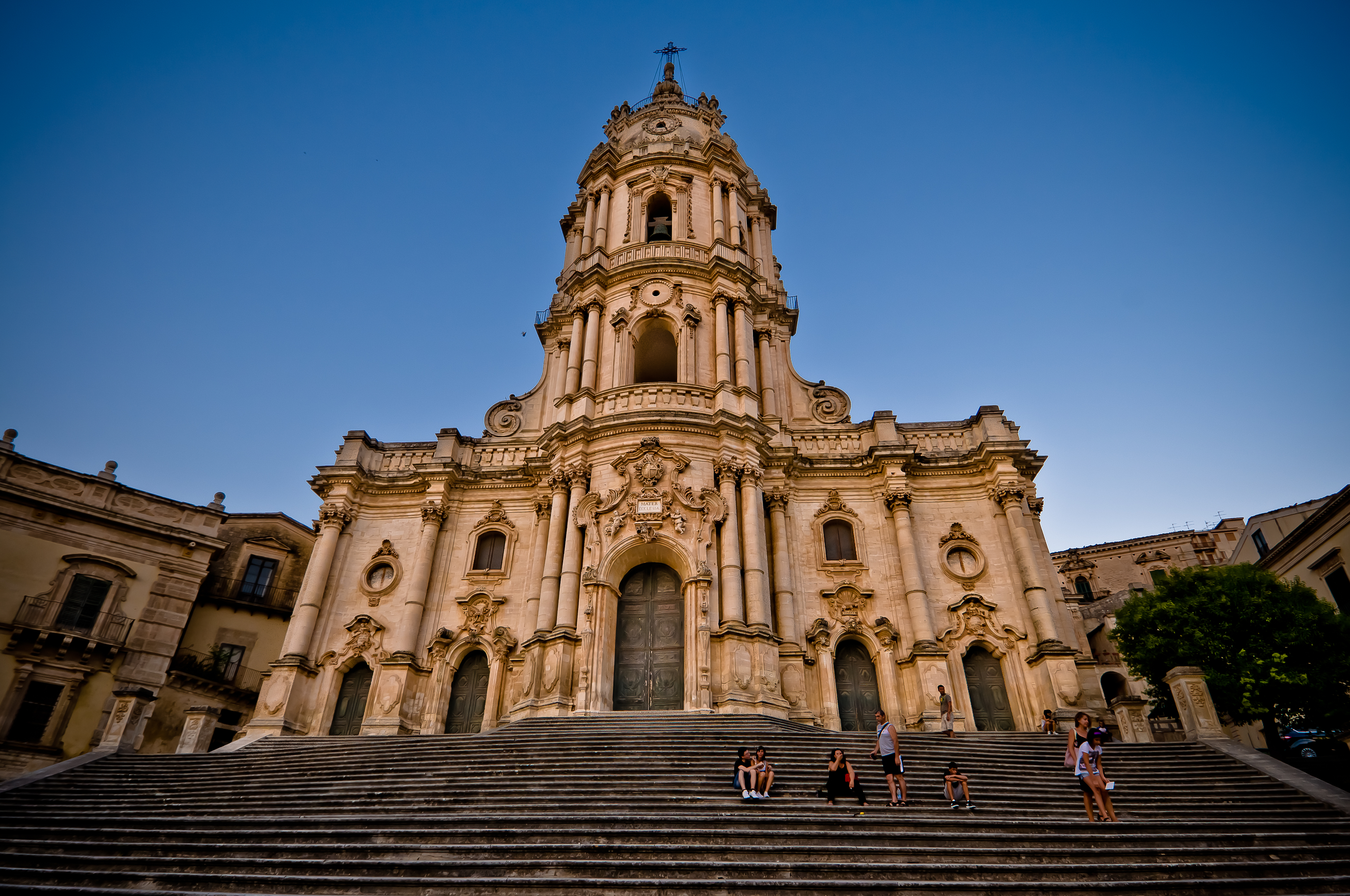
Il duomo di San Giorgio a Modica.

Di incerta attribuzione la cattedrale di San Giorgio a Modica: sebbene esista un chiaro collegamento ad alcuni suoi disegni, si è di recente scoperto che il concorso relativo ebbe luogo durante i suoi ultimi due anni di vita, anche se riguardava solo il III ordine e la guglia della facciata-torre, essendo stato il I ordine completato nel 1738, e il II nel 1760. Nel periodo 1760/62 è documentato che il Gagliardi fosse paralizzato per un colpo apoplettico. Il cantiere per il completamento dell'edificio aprì dopo la sua morte. L'ipotesi più accreditata è che il progettista fosse il dotto architetto netino Francesco Paolo Labisi, anche se poi questi perse la direzione dei lavori, che fu affidata ai capimastri. L'opera finale mostra comunque nell'idea progettuale di subire il fascino e l'influenza del Gagliardi dimostrandone l'attitudine a fare scuola, l'originalità e la capacità di dare continuità e omogeneità al progetto iniziale.

## Opere

### Caltagirone
- 1743 - 1748, Progettazione, chiesa di Santa Chiara e Santa Rita e monastero delle Clarisse.
- 1743, Progettazione, chiesa di San Giuseppe.

### Ispica
- XVIII secolo secondo ventennio, Progettazione, attribuzione, basilica della Santissima Annunziata.
- 1725 ante, Progettazione, basilica di Santa Maria Maggiore.

### Modica
- 1733, Chiesa di Santa Maria del Soccorso e Collegio dei Gesuiti (Collegium Mothycense).

### Noto

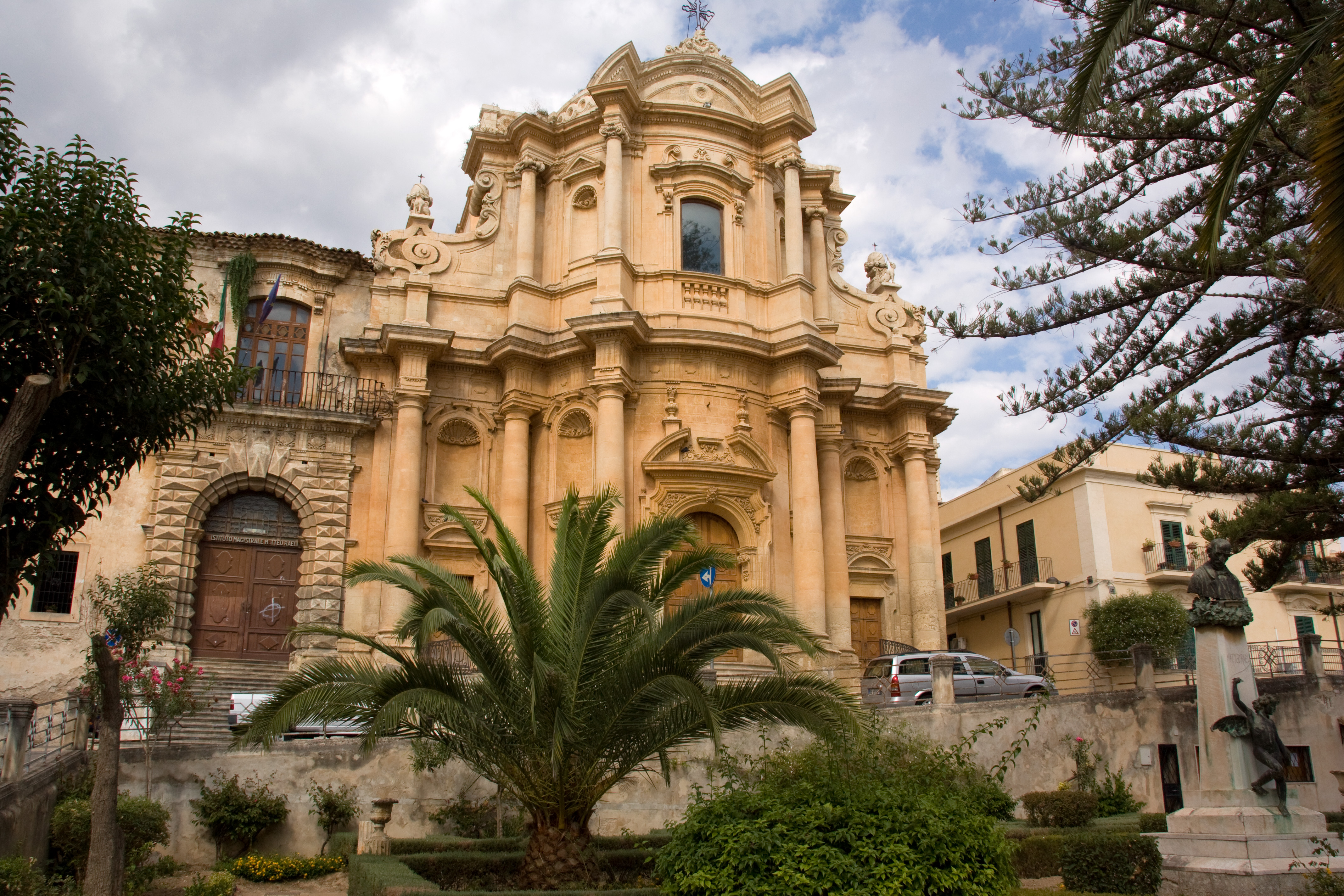
La chiesa di San Domenico a Noto.

- XVIII secolo, Progettazione, chiesa di Santa Maria del Carmelo.
- XVIII secolo, Progettazione, chiesa di Santa Maria dell'Arco.
- XVIII secolo, Progettazione, Collegiata del Santissimo Crociﬁsso.
- XVIII secolo, Progettazione, chiesa di Sant'Agata del monastero dell'Ordine delle benedettine.